# The Meeting
The Meeting es una película de comedia romántica nigeriana de 2012 producida por Rita Dominic y Mildred Okwo y dirigida por Mildred Okwo. Está protagonizada por Femi Jacobs, Rita Dominic, Linda Ejiofor, Kehinde Bankole y Jide Kosoko con apariciones especiales de Nse Ikpe Etim, Kate Henshaw y Chinedu Ikedieze.

## Elenco
- Femi Jacobs como Makinde Esho
- Rita Dominic como Clara Ikemba
- Linda Ejiofor como Ejura
- Kehinde Bankole como Kikelomo
- Jide Kosoko como MD
- Nse Ikpe Etim como Bolarinwa
- Chika Chukwu como Sra. Kachukwu
- Collins Richard como Jolomi
- Kate Henshaw como la Sra. Ikomi
- Basorge Tariah como el profesor Akpan Udofia
- Amina Ndim como Hajia
- Chinedu Ikedieze como Mr Ugo

## Recepción
Nollywood Reinvented le otorgó un 78% y escribió: "The Meeting es una encarnación de las cosas que esperamos que Nollywood logre algún día en todas sus películas: una actuación espléndida con todas las interpretaciones encomiables, la prioridad es la historia sobre las celebridades, la música que tiene tanto carácter, y una historia original tangible real". Sodas & Popcorn escribió "The Meeting es simple. Tiene una 'historia nigeriana' muy original y uno de los mejores guiones que he visto en mucho tiempo". Myne Whiteman de Romance Meets Life le dio a la película un 4,5 sobre 5 y comentó que "la película une todo tan bien que perdono las pequeñas debilidades. Fue refrescante ver caras nuevas en los papeles principales, y también eran muy buenos actores. Linda Ejiofor y Femi Jacobs tienen una química que te atrae, entregando su diálogo con una sincronización perfecta y una gran actuación". Toni Kan de DStv escribió "The Meeting es una hermosa película impulsada por su historia y un elenco de personajes bien elegido. Es una película que parte con grandes ambiciones y las consigue todas".

### Premios y nominaciones
Recibió seis nominaciones en la novena edición de los premios de la Academia de Cine Africano en las categorías Logro en diseño de vestuario, Logro en maquillaje, Mejor película nigeriana, Mejor actriz en un papel secundario para Linda Ejiofor, Mejor actor principal para Femi Jacobs y Mejor Actriz en un papel principal para Rita Dominic, aunque únicamente ganó en la categoría Logro en maquillaje. También recibió 11 nominaciones en los premios Nollywood Movies Awards 2013, Rita Dominic ganó el premio a la Mejor actriz en una película por su papel en The Meeting en los Nigeria Entertainment Awards 2013.